# ميتسلفورون-ميثيل
ميتسولفورون ميثيل هو مركب عضوي مصنف على أنه مبيد أعشاب سلفونيل يوريا حيثُ يقتل الحشائش عريضة الأوراق وبعض الحشائش السنوية. إنه مركب جهازي ذو نشاط ورقي وتربة، يمنع انقسام الخلايا في الجذور. له نشاط متبقي في التربة، مما يسمح باستخدامه بشكل غير متكرر ولكنه يتطلب ما يصل إلى 22 شهرًا قبل زراعة محاصيل معينة (عباد الشمس أو الكتان أو الذرة أو القرطم). له سمية منخفضة للغاية للثدييات والطيور والأسماك والحشرات ولكنه مهيج معتدل للعين. 